# 小行星4859
小行星4859（4859 Fraknoi）是一颗绕太阳运转的小行星，为主小行星带小行星。该小行星于1986年10月7日发现。

## 轨道参数
小行星4859的轨道半长轴为2.2720184 UA，离心率为0.136。